# Trochetia triflora
Trochetia triflora är en malvaväxtart som beskrevs av Dc.. Trochetia triflora ingår i släktet Trochetia och familjen malvaväxter. Inga underarter finns listade i Catalogue of Life.